# KBO 리그 신인 드래프트
KBO 리그 신인 드래프트는 KBO에서 주최하는 연례행사로 프로 야구 선수가 될 수 있는 방법 중 하나이다. 1차 드래프트라고도 불린다.

8월 중순에 신인 지명 회의를 개최한다. 구단의 신인 지명 순서는 모든 라운드에서 전년도 성적의 역순으로 뽑는다. 즉 소위 Z자 형태의 지명이다.
| 지명 순위 | 작년 10위 | 작년 9위 | 작년 8위 | 작년 7위 | 작년 6위 | 작년 5위 | 작년 4위 | 작년 3위 | 작년 2위 | 작년 1위 |
| --------- | --------- | -------- | -------- | -------- | -------- | -------- | -------- | -------- | -------- | -------- |
| 1         | ①         | ②        | ③        | ④        | ⑤        | ⑥        | ⑦        | ⑧        | ⑨        | ⑩        |
| 2         | ⑪         | ⑫        | ⑬        | ⑭        | ⑮        | …        | …        | …        | …        | …        |
| 3         | …         | …        |          |          |          |          |          |          |          |          |

※ 원 안에 쓰인 숫자는 전체 지명 순위를 의미함.

※ 단, 그 해에 신생팀이 있을 경우에는 순서 조정이 약간 있다.

## 신인 지명 방식의 변천사
- 1983년 : 1차 지명과 2차 지명때 지명할 수 있는 선수의 제한이 없었다. 한편, 임시로 대전에 머물렀다가 1985년에 서울로 연고 이전을 예정하고 있었던 OB 베어스는 1차 지명때 서울 연고 지역의 선수들을 드래프트할 수 있었고,[1] 대전 지역의 선수들도 OB가 드래프트 할 수 있었다.

- 1985년 : OB 베어스가 대전 지역을 떠나 서울로 이전하였고, 그로 인해 빈 지역이 돼버린 대전을 비롯한 충청도 지역에 빙그레 이글스가 참가하게 되었다. 이로 인해 OB는 더 이상 대전 지역 선수를 1차 지명 때 지명할 수 없게 되었고, 그 권한은 빙그레에 넘어가게 되었다.

- 1986년 : 1차 지명때 지명할 수 있는 선수 숫자가 10명으로 제한되었다.

- 1987년 : 1차 지명때 최대 3명까지만 지명하도록 제한하였다. 그와 함께, 2차 지명은 전 구단이 전 지역 선수들을 대상으로 드래프트하는 방식으로 바뀌었다.

- 1990년 : 1차 지명 가능 선수가 2명으로 또 줄어들었다. 그와 함께 쌍방울 레이더스가 창단됨에 따라, 신생구단 특별우선지명이라는 이름으로 2년동안 10명씩 우선 선발할 수 있는 특혜를 주었다. 이와 함께, 전라도 지역이 연고였던 해태 타이거즈는 전북 지역이 쌍방울의 연고지가 되면서 전북 지역에 대한 1차 지명권을 상실했다.

- 1991년 : 1차 지명 선수가 1명으로 줄어들었다.

- 1996년 : 고졸우선지명이 추가되었다. 이는 구단이 연고로 하는 지역 내의 고등학교 팀의 고등학교 졸업 예정인 선수들 중, 3명을 지명할 수 있는 제도이다.

- 1997년 : 2차 지명의 팀당 최대 지명 가능 선수 수가 12명으로 제한되었다. 그리고 지난 시즌에 최하위를 한 팀에게 2차 1순위 지명때 2명을 지명할 수 있는 혜택이 적용된 마지막 회의였다.

- 1999년 : 고졸우선지명때 지명할 수 있는 선수의 수가 1명으로 줄어들었다. 그리고 이 회의를 마지막으로 고졸우선지명은 사라졌다.

- 2001년 : 지난번까지는 2차 지명 회의가 매년 11월 중에 열렸지만, 프로 구단과 대학 팀간의 선수 스카우트 분쟁을 막기 위해 이번 회의부터는 시즌중인 6월로 시기를 옮겼다. 그리고 SK 와이번스가 인천지역을 기반으로 창단하면서, 현대 유니콘스와 함께 1차 지명을 인천, 경기, 강원 지역의 선수를 지명할 수 있게 되었다.

- 2003년 : 2차때 최대 지명 가능 선수의 수가 9명으로 축소되었다. 그리고 이 회의 때부터 인천, 경기, 강원 지역에 대한 현대의 1차 지명권이 박탈되었다.

- 2007년 : 1차 지명 가능 선수의 수가 2명으로 늘어났다. 그러나 바로 다음 해인 2008년 회의 때 다시 1명으로 줄어들었다.

- 2009년 : 현대팀의 선수단을 인계받은 우리 히어로즈가 서울 지역을 연고로 창단되면서, 넥센 히어로즈는 1차 지명을 서울 지역의 선수를 지명할 수 있게 되었다.

- 2010년 : 지역 연고 지명을 폐지하고, 전면 드래프트제로 전환되었다. 최대 지명 가능 선수의 수가 10명으로 늘어났다. 신인 선수 지명회의 실황이 처음으로 TV로 생중계 되었다.

- 2012년 : 신생 구단 NC 다이노스가 창단 지역을 연고로 창단되면서 드래프트에 새로 참가하게 되었다. NC 다이노스는 총 15명의 신인 선수를 선발할 특권을 누리게 되었다.

- 2014년 : 5년 만에 1차 지명이 부활하였다. 신생 구단 kt 위즈가 창단 지역을 연고로 창단되면서 드래프트에 새로 참가하게 되었다. kt 위즈는 총 15명의 신인 선수를 선발할 특권을 누리게 되었다.

- 2017년 : 모든 라운드에서 전년도 순위의 역순으로 지명을 실시하는 것으로 변경되었다. 팀간 성적의 평준화를 위해서 내린 조치.

- 2021년 : 1차지명에서 전년도 하위 3팀은 전국에서 지명할 수 있도록 변경되었다. 단, 지역연고에 지명할 선수가 있으면 지명가능하다.

- 2023년 : 1차지명이 폐지되고, 전면드래프트로 변경되며 라운드가 10라운드에서 11라운드로 늘어난다.

## 첫 지명 선수
- LG(MBC)와 두산(OB)은 연고지 겹침 문제로 인해 1983년부터 1999년까지 1차 지명에 앞서 서울권 선수들을 놓고 따로 주사위를 던져 선수들을 지명했다. 따라서 시기상으로 이 두 팀의 서울권 선수 지명이 가장 앞서 있기 때문에 이 시기는 계속해서 이 서울권 선수 중 가장 먼저 지명을 받은 선수가 기록되어 있다.
- 1994년의 경우 따로 주사위를 던지지 않고 사전에 LG와 OB가 각각 지명을 원하는 선수를 써서 제출했고, 결과적으로 선수가 겹치지 않아 주사위 던지기 없이 지명이 확정되었다.
- 2000년부터 2009년까지는 LG와 두산 모두 1차 지명 이전 주사위 던지기 없이 자유롭게 선수들과 협상하여 우선 계약하는 팀에게 우선권이 주어졌다. 때문에 이 시기에는 전 구단 1차 지명 선수 중 가장 계약금이 높은 선수가 기록되어 있다. 단, 2007년의 경우 최고 계약금의 주인공은 봉중근이지만 이 당시 메이저리그에서 복귀하는 상황이라 계약이 상당히 늦어졌으며, 당시 LG는 두산에 이용찬과 임태훈을 차례로 내준 끝에 봉중근을 영입한 것[2]이므로 예외로 둔다.
- 2016년부터 2022년까지는 연고지가 겹치는 두산, LG, 키움(넥센) 등 3팀이 돌아가면서 서울권 선수에 대한 1차 지명 우선권을 가져 1차 지명 기간동안 순서대로 지명 선수를 정했다. 명단에는 서울권 선수 중 1순위로 지명된 선수가 기록되어 있다.

| 연도 | 선수 (지명팀)           | 포지션      | 비고 |
| ---- | ----------------------- | ----------- | --- |
| 1982 | 조호 (MBC)              | 내야수      | 3시즌 77경기 15안타 4도루 .227 .333 .258                                                                               |
| 1983 | 오영일 (MBC)            | 투수        | 8시즌 215경기 1043이닝 62승 64패 10세이브 3.56                                                                         |
| 1984 | 김봉근 (MBC)            | 투수        | 8시즌 128경기 590.2이닝 21승 40패 4세이브 3.78                                                                         |
| 1985 | 안언학 (MBC)            | 내야수      | 3시즌 130경기 53안타 22볼넷 .197 .269 .242                                                                             |
| 1986 | 박노준 (OB)             | 외야수      | 12시즌 1018경기 765안타 28홈런 152도루 223볼넷 .262 .323 .347                                                          |
| 1987 | 노찬엽 (MBC)            | 외야수      | 9시즌 884경기 778안타 43홈런 59도루 328볼넷 .279 .356 .396                                                             |
| 1988 | 이국성 (MBC)            | 투수        | 8시즌 187경기 490.2이닝 17승 31패 5세이브 4.37                                                                         |
| 1989 | 이진 (OB)               | 투수        | 4시즌 82경기 184.1이닝 10승 10패 2세이브 5.13                                                                          |
| 1990 | 김동수 (MBC)            | 포수        | 20시즌 2039경기 1556안타 202홈런 56도루 661볼넷 .263 .346 .423                                                         |
| 1991 | 송구홍 (LG)             | 내야수      | 9시즌 712경기 622안타 42홈런 97도루 148볼넷 .272 .334 .382                                                             |
| 1992 | 임선동 (LG)             | 투수        | 10시즌 130경기 696.2이닝 52승 36패 1세이브 4.50                                                                        |
| 1993 | 이상훈 (LG)             | 투수        | 8시즌 308경기 909.2이닝 71승 40패 1홀드 98세이브 2.56                                                                  |
| 1994 | 류택현 (OB) 류지현 (LG) | 투수 내야수 | 20시즌 901경기 614.2이닝 15승 29패 122홀드 6세이브 4.41 11시즌 1108경기 1134안타 64홈런 296도루 590볼넷 .280 .377 .383 |
| 1995 | 심재학 (LG)             | 외야수      | 14시즌 1247경기 995안타 149홈런 25도루 617볼넷 .269 .377 .449                                                          |
| 1996 | 이정길 (LG)             | 투수        | 1시즌 5경기 10.2이닝 1승 1패 12.66                                                                                     |
| 1997 | 이병규 (LG)             | 외야수      | 17시즌 1740경기 2042안타 161홈런 147도루 526볼넷 .311 .365 .452                                                        |
| 1998 | 김동주 (OB)             | 내야수      | 16시즌 1625경기 1710안타 273홈런 48도루 814볼넷 .309 .405 .514                                                         |
| 1999 | 김상태 (LG)             | 투수        | 2시즌 46경기 169.1이닝 9승 18패 6.01                                                                                   |
| 2000 | 조규수 (한화)           | 투수        | 7시즌 156경기 583.2이닝 28승 42패 3홀드 8세이브 5.26                                                                   |
| 2001 | 이정호 (삼성)           | 투수        | 6시즌 35경기 46이닝 1승 1홀드 1세이브 6.07                                                                             |
| 2002 | 김진우 (해태)           | 투수        | 13시즌 247경기 1124.1이닝 74승 61패 4홀드 6세이브 4.07                                                                 |
| 2003 | 박경수 (LG)             | 내야수      | 21시즌 2044경기 1396안타 161홈런 78도루 783볼넷 .249 .350 .388                                                         |
| 2004 | 김창훈 (한화)           | 투수        | 6시즌 100경기 90이닝 4승 5패 6홀드 5.60                                                                                |
| 2005 | 김명제 (두산)           | 투수        | 5시즌 137경기 479이닝 22승 29패 7홀드 1세이브 4.81                                                                     |
| 2006 | 한기주 (KIA)            | 투수        | 9시즌 272경기 455.1이닝 26승 32패 12홀드 71세이브 3.89                                                                 |
| 2007 | 이용찬 (두산)           | 투수        | 현역 선수 |
| 2008 | 이형종 (LG)             | 투수        | 현역 선수 |
| 2009 | 성영훈 (두산)           | 투수        | 3시즌 25경기 28이닝 2승 1패 4.18                                                                                       |
| 2010 | 신정락 (LG)             | 투수        | 12시즌 347경기 480.1이닝 27승 26패 32홀드 11세이브 5.25                                                                |
| 2011 | 유창식 (한화)           | 투수        | 6시즌 127경기 369.1이닝 16승 33패 4홀드 5.73                                                                           |
| 2012 | 노건우 (NC)             | 투수        | 9시즌 175경기 236이닝 7승 20패 15홀드 6.44                                                                             |
| 2013 | 윤호솔 (NC)             | 투수        | 7시즌 129경기 112이닝 6승 6패 15홀드 5.30                                                                              |
| 2014 | 류희운 (kt)             | 투수        | 7시즌 84경기 159.2이닝 5승 8패 1홀드 7.61                                                                              |
| 2015 | 홍성무 (kt)             | 투수        | 5시즌 64경기 72.2이닝 2패 1세이브 7.31                                                                                 |
| 2016 | 이영하 (두산)           | 투수        | 현역 선수 |
| 2017 | 고우석 (LG)             | 투수        | 현역 선수 |
| 2018 | 안우진 (넥센)           | 투수        | 현역 선수 |
| 2019 | 김대한 (두산)           | 외야수      | 현역 선수 |
| 2020 | 이민호 (LG)             | 투수        | 현역 선수 |
| 2021 | 장재영 (키움)           | 투수        | 현역 선수 |
| 2022 | 이병헌 (두산)           | 투수        | 현역 선수 |
| 2023 | 김서현 (한화)           | 투수        | 현역 선수 |
| 2024 | 황준서 (한화)           | 투수        | 현역 선수 |
| 2025 | 정현우 (키움)           | 투수        | 현역 선수 |
| 2026 |                         |             | |

## 마지막 지명 선수
| 연도 | 선수 (지명팀)   | 포지션 | 비고                                          |
| ---- | --------------- | ------ | --------------------------------------------- |
| 1982 | 정문섭 (롯데)   | 외야수 | 3시즌 76경기 25안타 4홈런 .184 .273 .294      |
| 1983 | 이원일 (해태)   | 포수   | 지명권 포기로 입단 X                          |
| 1984 | 최상수 (삼미)   | 투수   | 1군 기록 X                                    |
| 1985 | 박기수 (OB)     | 내야수 | 1시즌 4경기 무안타                            |
| 1986 | 최재학 (삼성)   | 포수   | 지명권 포기로 입단 X                          |
| 1987 | 장문영 (삼성)   | 투수   | 지명권 포기로 입단 X                          |
| 1988 | 나문박 (태평양) | 내야수 | 지명권 포기로 입단 X                          |
| 1989 | 김성재 (빙그레) | 내야수 | 지명권 포기로 입단 X                          |
| 1990 | 박종욱 (MBC)    | 외야수 | 지명권 포기로 입단 X                          |
| 1991 | 이변직 (태평양) | 내야수 | 1군 기록 X                                    |
| 1992 | 황석호 (롯데)   | 내야수 | 1군 기록 X                                    |
| 1993 | 김성열 (빙그레) | 내야수 | 2시즌 35경기 5안타 2도루 8볼넷 .154 .313 .154 |
| 1994 | 김성 (쌍방울)   | 외야수 | 2시즌 33경기 3안타 2도루 2볼넷 .136 .240 .182 |
| 1995 | 김경호 (삼성)   | 외야수 | 1시즌 10경기 2안타 2볼넷 .182 .308 .182       |
| 1996 | 조일현 (쌍방울) | 포수   | 1군 기록 X                                    |
| 1997 | 배수형 (해태)   | 투수   | 지명권 포기로 입단 X                          |
| 1998 | 임근수 (해태)   | 투수   | 지명권 포기로 입단 X                          |
| 1999 | 윤상원 (현대)   | 외야수 | 1군 출전 X 현재 KBO 심판                      |
| 2000 | 이상현 (한화)   | 외야수 | 2시즌 5경기 1안타 .125 .222 .250              |
| 2001 | 오재필 (한화)   | 내야수 | 5시즌 162경기 49안타 15도루 .210 .281 .283    |
| 2002 | 송선목 (현대)   | 투수   | 1군 기록 X                                    |
| 2003 | 오재원 (두산)   | 내야수 | 16시즌 1571경기 1152안타 64홈런 289도루 .267  |
| 2004 | 서홍준 (삼성)   | 투수   | 1군 기록 X                                    |
| 2005 | 홍성수 (SK)     | 투수   | 1시즌 1경기 0.1이닝 0.00                      |
| 2006 | 김동진 (현대)   | 투수   | 1군 기록 X                                    |
| 2007 | 이종훈 (삼성)   | 투수   | 1군 기록 X                                    |
| 2008 | 안준형 (삼성)   | 내야수 | 1군 기록 X                                    |
| 2009 | 이성훈 (삼성)   | 투수   | 1군 기록 X                                    |
| 2010 | 최우정 (LG)     | 내야수 | 1군 기록 X                                    |
| 2011 | 박혁 (한화)     | 투수   | 1군 기록 X                                    |
| 2012 | 윤승열 (한화)   | 내야수 | 1군 기록 X                                    |
| 2013 | 박민성 (넥센)   | 내야수 | 1군 기록 X                                    |
| 2014 | 김학성 (NC)     | 투수   | 1시즌 4경기 4.1이닝 14.54                     |
| 2015 | 박윤철 (한화)   | 투수   | 지명권 포기로 입단 X                          |
| 2016 | 이병훈 (kt)     | 투수   | 1군 기록 X                                    |
| 2017 | 박성환 (두산)   | 투수   | 1군 기록 X                                    |
| 2018 | 권민석 (두산)   | 내야수 | 4시즌 105경기 16안타 .232 .267 .290           |
| 2019 | 나용기 (KIA)    | 투수   | 1군 기록 X                                    |
| 2020 | 박시후 (SK)     | 투수   | 현역 선수                                     |
| 2021 | 양현진 (두산)   | 외야수 | 현역 선수                                     |
| 2022 | 서준교 (NC)     | 내야수 | 현역 선수                                     |
| 2023 | 강건 (kt)       | 투수   | 현역 선수                                     |
| 2024 | 변건우 (SSG)    | 투수   | 현역 선수                                     |
| 2025 | 성준서 (LG)     | 투수   | 현역 선수                                     |
| 2026 |                 |        |                                               |